# Leptochilus mixtecus
Leptochilus mixtecus är en stekelart som beskrevs av Parker 1966. Leptochilus mixtecus ingår i släktet Leptochilus och familjen Eumenidae. Inga underarter finns listade i Catalogue of Life.